# Литягин, Александр Александрович
Александр Александрович Литягин (род. 17 февраля 1984, Волжский) — российский артист балета, ведущий солист Воронежского государственного театра оперы и балета (с 2004 по 2020 гг.), главный балетмейстер Воронежского государственного театра оперы и балета (с 2014 по 2021 гг.), с 2021 года — художественный руководитель ГБУК ВО «Воронежский государственный театра оперы и балета».
Дипломант I степени Всероссийского конкурса артистов балета и хореографов (2013 г.), лауреат I премии XVI Международного конкурса классического и современного балета «Элиада» (2014 г.).
Заслуженный артист Воронежской области (2017 г.), лауреат профессионального конкурса в области балета «Душа танца» в номинации «Рыцарь танца» (2020 г.), победитель телевизионного конкурса «Лидер года-2021» в номинации «Культура» (2021 г.). Награждён благодарностью Президента Российской Федерации (2025 г.);

## Биография
Александр Александрович Литягин окончил Воронежское хореографическое училище в 2002 году. С 2002 по 2003 годы работал в Санкт-Петербургском театре под руководством Б. Эйфмана. С 2003 по 2004 гг. работал в Ростовском музыкальном театре. В 2004 году был приглашен ведущим солистом в балетную труппу Воронежского государственного театра оперы и балета.
За годы работы в театре он исполнил все заглавные партии балетного репертуара — от классики до модерна, сыграл более 500 спектаклей. Постановки с его участием шли не только на сценах России, но и за рубежом — в США, Канаде, Китае, Италии. В качестве приглашенного солиста выступал с коллективами ведущих театров в России и во многих театрах мира, в том числе в Италии, Германии, Мексике. В репертуаре артиста главные партии в таких балетах как: «Лебединое озеро» П. Чайковского (Принц Зигфрид, Ротбарт); «Жизель» А. Адана (Граф Альберт), «Щелкунчик» П. Чайковского (Принц Щелкунчик), «Дон Кихот» Л. Минкуса (Базиль), «Тысяча и одна ночь» Ф. Амирова (Шахрияр), «Ромео и Джульетта» С. Прокофьева (Ромео), «Кармен-сюита» Ж. Бизе-Р.Щедрина (Коррехидор), «Золушка» С. Прокофьева (Принц), «Анюта» на музыку В. Гаврилина (Артынов), «Макбет» К. Молчанова (Макбет, король Дункан), «Барышня и хулиган» Д. Шостаковича (Вожак), «Юнона и Авось» А. Рыбникова (граф Резанов) и ряд других.
Автор хореографии и постановщик балетов: модерн-балет «7 историй из жизни, 7 смертных грехов», модерн-балет «Болеро» на муз. одноимённого произведения М. Равеля, одноактный балет «Как без рук» на муз. Е. Подгайца, одноактный балет по мотивам поэзии О. Мандельштама на муз. Stephen McKeon — специальный проект фестиваля «Мандельштамфест-2019» (Воронеж), балет-сказка «Красная Шапочка» В. Горянина.
Был ассистентом на постановках в Воронежском театре оперы и балета — Генриха Майорова на постановке балета «Чиполлино» (2014), Андрея Петрова на постановке балета «Руслан и Людмила» (2016), Юрия Бурлаки на постановке балетов «Корсар» (2018) и «Спящая красавица» (2019), Андрея Меланьина на постановке балета «Дон Кихот» (2022).
В 2014 году возглавил балетную труппу Воронежского государственного театра оперы и балета. В этой должности он осуществил постановки ряда театральных проектов, таких как гала-концерты, творческие вечера ведущих солистов балета, танцевальные номера в премьерных спектаклях. За годы его работы в качестве главного балетмейстера театра был осуществлён качественный скачок в развитии от «скромной провинциальной труппы» до нового культурного бренда региона — VoronezhBallet. Александр Литягин стал автором идеи и художественным руководителем ряда фестивальных проектов: Театральный фестиваль «Балетные шедевры Прокофьева на воронежской сцене» (2016, Воронеж), Межрегиональный балетный фестиваль "Воронежские звезды мирового балета (ежегодно с 2016 по 2020 год), Всероссийский фестиваль балета к творческому юбилею народного артиста СССР и РФ Владимира Васильева. Следуя примеру лучших мировых балетных трупп, классические танцоры овладевают современной лексикой в рамках авторского проекта Александра Литягина — первого в Черноземье фестиваля современной хореографии «Re: Форма танца». В 2019 году впервые за всю историю существования театра воронежская постановка балета «Корсар» и молодые солисты труппы были номинированы на Российскую национальную театральную Премию «Золотая Маска». А. А. Литягин принимал непосредственное участие в выпуске спектакля в качестве ассистента балетмейстера-постановщика.
В августе 2020 года Александр Литягин принял на себя художественное руководство театра.

## Творчество

### Творческая деятельность
В должности художественного руководителя осуществил реализацию ряда театральных проектов.
В ноябре 2020 года состоялась мировая премьера А.Шелыгина «Продавец игрушек» в постановке художественного руководителя театра «Кремлёвский балет» А. Б. Петрова. В феврале 2021 года в честь 60-летия Воронежского театра оперы и балета на сцене театра прошёл показ оперы «Евгений Онегин» П.Чайковского с участием ведущих солистов Большого и Мариинского театра, а также МАМТа им. К. Станиславского и Вл. Немировича-Данченко.
В мае 2021 года была поставлена опера «Свадьба Фигаро» В.Моцарта. Дирижером-постановщиком оперы выступил Феликс Коробов, режиссером-постановщиком — Михаил Бычков. Опера «Свадьба Фигаро» получила 6 номинаций на Российскую национальную театральную премию «Золотая Маска» сезона 2020—2021 годов, в 2021 была включена в программу Международного Платоновского фестиваля искусств. В октябре 2021 года зрителям была представлена премьера оперы «Дитя и волшебство» М.Равеля, ставшая первой оперной постановкой в репертуаре театра, адресованной детской аудитории. Воронежская версия спектакля стала лауреатом VII Национальной оперной премии «Онегин» в номинации «Фаворит». В этом же году впервые за годы своего существования Воронежский театр оперы и балета представил вниманию зрителей балет «Баядерка» Л.Минкуса, постановку которого осуществила заслуженная артистка России Юлиана Малхасянц.
В мае 2022 года театр осуществил постановку оперы «Виват, Россия!» Г. Ставонина, выпуск премьеры которого был приурочен к 350-летию со дня рождения Петра I. Опера также была исполнена на Адмиралтейской площади Воронежа — показ стал финальным мероприятием дня празднования юбилея первого российского императора. Спектакль «Виват, Россия!», показанный под открытым небом на фоне исторических мест города, где осуществлял свою деятельность Пётр I, смогли увидеть более 1500 воронежцев.
В декабре 2022 года состоялся выпуск крупномасштабной премьеры балета «Дон Кихот» Л.Минкуса. В качестве дирижера-постановщика спектакля выступил главный дирижер МАМТа им. К. Станиславского и Вл. Немировича-Данченко Феликс Коробов. Балетмейстер-постановщик — заслуженный работник культуры РФ Андрей Меланьин.

#### Фестивальные проекты
Александр Литягин с 2016 года является автором идеи и художественным руководителем фестиваля «Воронежский звёзды мирового балета». Крайние два фестиваля были представлены в принципиально новых форматах. Так, ярким событием VI фестиваля в 2021 году стал Гала-концерт «Большой балет. Воронеж» с участниками и победителями 4 сезона престижного телевизионного конкурса «Большой балет» на телеканале «Россия К». Воронеж стал участником проекта впервые за всю историю его существования. Именно ведущие солисты воронежского балета, под руководством своего наставника А. А. Литягина, стали победителями телеконкурса в номинации «Лучшая пара».
VII фестиваль в 2022 году состоялся под названием «Звёзды мирового балета в Воронеже». По приглашению Александра Литягина ведущие партии в трёх классических балетах, представленных в программе фестиваля, а также в заключительном Гала-концерте исполнили звёзды крупнейших музыкальных театров страны — Большого театра, Московского академического музыкального театра им. К. Станиславского и Вл. Немировича-Данченко, театра «Кремлевский балет», Татарского академического государственного театра оперы и балета им. М. Джалиля. «Звёзды мирового балета» стали седьмым фестивалем классического балетного искусства в истории Воронежского театра оперы и балета.
За всё время существования фестиваля его мероприятия посетили почти 30 тысяч зрителей, которые увидели 21 масштабный спектакль классического наследия, 2 вечера современной хореографии и 3 гала-концерта.
В 2019 году состоялся I фестиваль современной хореографии «RE:Форма танца» — единственный в Черноземье фестиваль современной хореографии на сегодняшний день. Столичные эксперты отметили, что формат воронежского фестиваля во многом эксклюзивен и не имеет аналогов в стране. Фестиваль вошёл в Long List фестиваля «Золотая Маска» в 2020 году. Ежегодно в рамках фестиваля в Воронеж приглашаются ведущие хореографы современности, которые ставят танцевальные спектакли в разных жанрах и формах специально для труппы Воронежского театра оперы и балета. За 3 года существования фестиваля на сцене театра осуществили свои постановки и представили их зрителям такие хореографы как Софья Гайдукова, Константин Матулевский, Мария Яшникова, Павел Глухов, Денис Постоев, Никита Высоцкий, Елизавета Навиславская, Константин Кейхель, Мария Маркунина, Константин Уральский, Константин Семёнов и др.

#### Гастрольная деятельность
Под художественным руководством Александра Литягина в Воронежском театре оперы и балета активно развивается гастрольная деятельность. В январе 2021 года оперная труппа, оркестр и хор театра приняли участие в фестивале «Золотая Маска». В мае 2021 года балетная труппа выступила на XXXIV Собиновском фестивале, в октябре 2021 года — на фестивале «Лето! Дмитров! Балет!». В апреле 2022 года ведущие солисты балетной труппы театра приняли участие в XXVI Международном балетном фестиваля в Чебоксарах, а в сентябре 2022 года выступили в качестве приглашенных артистов на Х Международном балетном фестивале в Кремле, который состоялся на сцене Большого зала Кремлёвского дворца. В ноябре этого же года в Москве на сцене Российского академического молодежного театра состоялся Вечер современной хореографии, представленный артистами воронежского театра.